# 공평로 (대구)
공평로(Gongpyeong-ro)는 대구광역시 중구 삼덕동 봉산육거리에서  중구 칠성동을 잇는 대구광역시의 도로이다.

## 주요 경유지
대구광역시
- 중구 (삼덕동 . 동인동) - 북구 (칠성동)

## 노선
| 이름            | 접속 노선                          | 소재지        | 소재지                           | 비고          |
| 이천로와 직결   | 이천로와 직결                      | 이천로와 직결 | 이천로와 직결                    | 이천로와 직결 |
| --------------- | ---------------------------------- | ------------- | -------------------------------- | ------------- |
| 봉산육거리      | 달구벌대로                         | 중구          | 삼덕동                           |               |
| 공평네거리      | 대구광역시도 제50호선 (국채보상로) | 중구          | 동인동                           |               |
| 교동네거리      | 태평로                             | 중구          | 동인동                           |               |
| 칠성지하차도    |                                    | 중구          | 동인동                           |               |
|                 | 북구                               | 칠성동        |                                  |               |
| 대성시장 교차로 | 북구                               | 칠성동        | 대구광역시도 제56호선 (칠성남로) |               |
| (이름없음)      | 북구                               | 칠성동        | 대구광역시도 제11호선 (신천대로) |               |

## 주요 건물 및 시설
- 삼덕119안전센터 (공평로 35/삼덕동1가 63-114)
- 대구광역시 청 (공평로 88/동인동1가 2-1)
- 한국전력공사 대구경북건설 지사 (공평로 96/동인동1가 30-1)
- 신협 대구칠성농협 본점 (공평로 158/칠성동1가 270-33)